# Thorigny-sur-le-Mignon
Thorigny-sur-le-Mignon is een plaats en voormalige gemeente in het Franse departement Deux-Sèvres in de regio Nouvelle-Aquitaine en telt 83 inwoners (2009). De plaats maakt deel uit van het arrondissement Niort.

## Geschiedenis
horigny-sur-le-Mignon is op 1 januari 2019 gefuseerd met de gemeenten Priaires en Usseau tot de gemeente Val-du-Mignon. 

## Geografie
De oppervlakte van Thorigny-sur-le-Mignon bedraagt 5,4 km², de bevolkingsdichtheid is dus 15,4 inwoners per km².
De onderstaande kaart toont de ligging van Thorigny-sur-le-Mignon met de belangrijkste infrastructuur en aangrenzende gemeenten.

## Demografie
Onderstaande figuur toont het verloop van het inwonertal.
Priaires · Thorigny-sur-le-Mignon · Usseau